# Logis de la Vergne (Alloue)
Pour les articles homonymes, voir La Vergne.
Le logis de la Vergne est situé sur la commune d'Alloue, en Charente.

## Historique
Les premiers seigneurs connus du domaine sont les Guyot. La cheminée de la cuisine a conservé la date « 1670 ». Marc Guyot du Repaire reçoit par héritage la seigneurie de la Vergne en 1679. En 1704, Marc Guyot, époux de Marie de Mairé, s'installe à la Vergne qui a rang de châtellenie. En 1715, la veuve de Marc Guyot de la Mothe de Villognon vend la maison noble et la métairie de la Vergne à Marc Guyot de Lespars.
Par son mariage en 1812, Françoise Guyot de Ferrodière fait passer le domaine à la famille Loyseau de Grandmaison. La date 1843, inscrite sur le claveau central du passage couvert correspond au mariage de François Charles de Grandmaison avec Anne de Pertat. En 1933 la propriété est vendue à René Barbier. Sa veuve, madame Imbert, l'obtient par achat aux enchères publiques en 1952.
En 1961, Maria Casarès et son ami André Schlesser (tous deux comédiens de la troupe du TNP de Jean Vilar) achètent une partie chacun du domaine de la Vergne. André et Maria se marient en juin 1978. À la mort d'André Schlesser, en 1985, ses deux enfants d'un premier mariage, Anne et Gilles, lèguent à Maria Casarès Schlesser la partie du domaine qui appartenait à leur père. À la mort de Maria Casarès Schlesser, en 1996, le domaine - qui lui appartient donc désormais en entier - est légué à la commune d'Alloue. Depuis se met en place, en ce lieu, un projet culturel de maison de la comédienne, résidence et lieu d'échanges d'auteurs, d'acteurs et de metteurs en scène du théâtre.
La bibliothèque avec l'ensemble du logis fait l’objet d’une inscription au titre des monuments historiques depuis le 12 décembre 2002.

## Architecture
Une première cour entourée du corps de logis et d'une tour était cernée de douves qui ont été comblées en 1930.
Une deuxième cour était entourée de communs dont il ne reste que les bâtiments entourant le porche d'entrée.

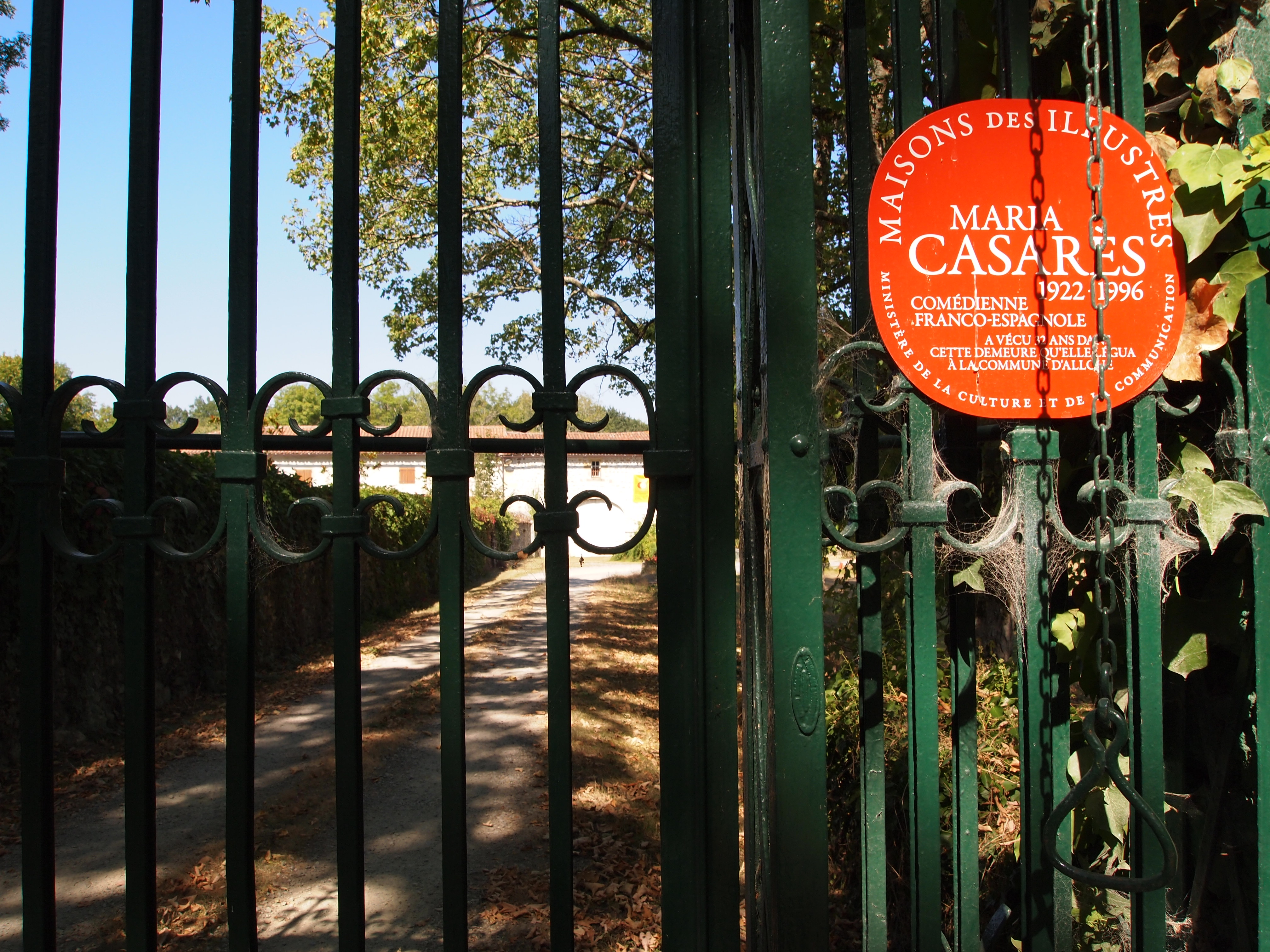
L'entrée.

## La maison de la comédienne Maria Casarès
La comédienne lègue la maison à la commune d'Alloue. Ni musée, ni école, la Vergne reste un lieu de vie et de travail. Les premières rencontres théâtrales d’été ont eu lieu en juillet 2000 ; elles se poursuivent sous le nom de Festival d'été de la maison Maria Casarès.